# Inoue Kaoru
En aquest nom japonès, el cognom és Inoue.
El Marquès Inoue Kaoru (井上馨, 16 de gener de 1836 - 1 de setembre de 1915, GCMG) va ser un membre de l'oligarquia Meiji al període Meiji de l'Imperi del Japó. Com un dels alts estadistes del Japó durant aquest període, va tenir una enorme influència en la selecció de líders i la formació de les polítiques de la nació.

## Primers anys

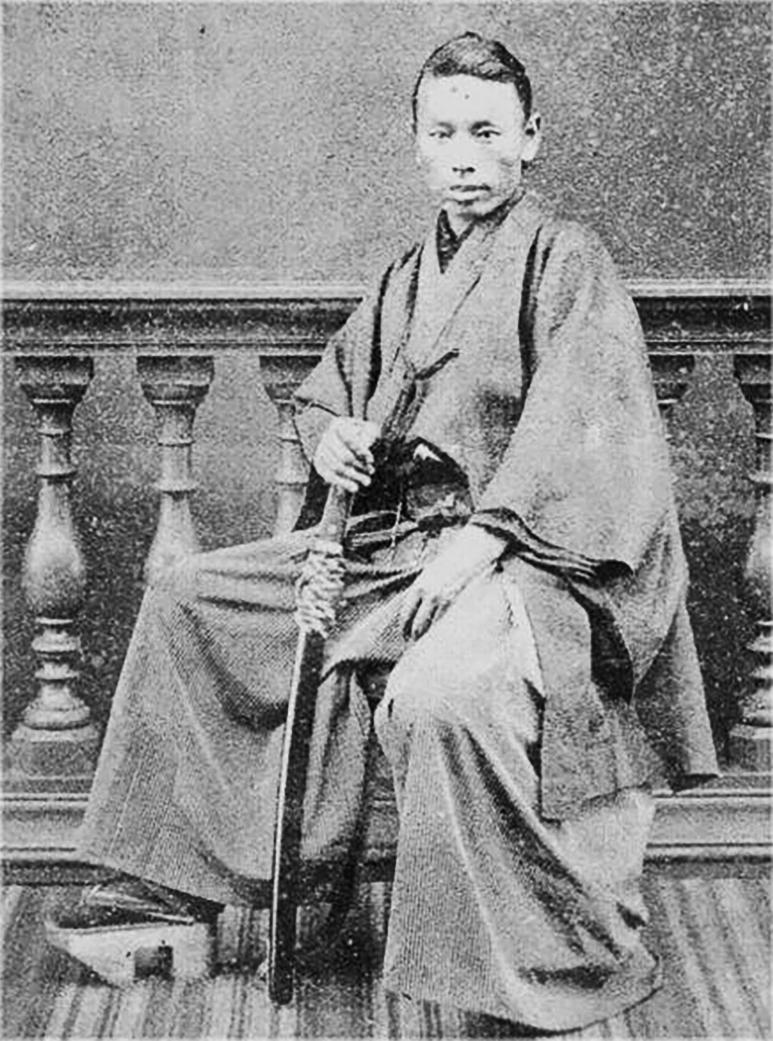
Inoue Kaoru com un jove samurai

Procedent d'una família samurai de baix rang, Inoue va néixer amb el nom de 'Yakichi (勇吉) en 1836, a Hagi, Domini de Chōshū (actual Prefectura de Yamaguchi), Inoue va assistir a l'escola Meirinkan del domini amb el seu germà Ikutaro (几太郎). En la seva infància, fou estret amic d'Itō Hirobumi que més tard es convertiria en Primer Ministre del Japó i va tenir un paper actiu en el moviment sonnō jōi. En 1858, va estudiar rangaku, artilleria i maneig de l'espasa a Edo.
Al període Bakumatsu, Inoue va emergir com a líder del moviment antiestranger en el seu Chōshū natal. Com que desitjava lliurar el Japó dels estrangers, ell i Takasugi Shinsaku van calar foc a la legació britànica a Edo el gener de 1863.
En reconèixer la necessitat del Japó d'aprendre de les potències occidentals, Inoue es va unir als Cinc de Chōshū i va marxar fora del Japó per estudiar al University College de Londres (Anglaterra) en 1863. Quan va tornar, va tractar sense èxit d'evitar els enfrontaments (batalla de Shimonoseki) entre Chōshū i les potències navals occidentals sobre el tancament de l'Estret de Shimonoseki per a la navegació estrangera. Més tard, va lluitar contra les forces del shogunat Tokugawa en la Primera Expedició Chōshū de 1864, moment en què va ser ferit de gravetat. Més tard va tenir un paper clau en la formació de l'Aliança Satchō contra el shogunat Tokugawa.

## Home d'estat al govern Meiji
Després de la restauració Meiji, Inoue va exercir diversos càrrecs importants en el nou govern Meiji. Va ser nomenat Vice Ministre de Finances en 1871 i va ser molt influent en la reorganització de les finances públiques en línies modernes, especialment en la reforma del sistema d'impost a la terra, l'acabament dels estipendis del govern als ex-samurais i a l'ex-aristocràcia i per la promoció de la industrialització. Estretament vinculat als cercles de negocis, inclòs l'emergent zaibatsu Mitsui, també va participar en negocis ferroviaris. Aquestes mesures li van crear molts enemics polítics, i Inoue va ser obligat a renunciar al maig de 1873. Inoue va participar en la Conferència d'Osaka de 1875 per discutir la creació d'una assemblea representativa.
En 1876 se li va demanar de col·laborar en l'àmbit de les relacions exteriors, i així va participar en la celebració del Tractat entre el Japó i Corea de 1876, com a vice-ambaixador extraordinari i plenipotenciari. Va tornar al govern com a Ministre d'Obres Públiques en 1878 i Senyor de Relacions Exteriors en 1879, en el primer gabinet Meiji Dajo-kan. En 1884, va ser elevat a la categoria de comte (hakushaku) sota el nou sistema de noblesa anomenat kazoku.
Al desembre de 1885, Inoue va esdevenir oficialment el primer Ministre de Relacions Exteriors del Japó que detenia aquest títol, en el primer govern de Hirobumi Itō. No obstant això, Inoue va ser objecte de crítiques públiques pel seu fracàs a l'hora de negociar una revisió dels tractats desiguals, la construcció del Rokumeikan, i per estar obertament sota influències occidentals, un fet que el va obligar a dimitir l'agost de 1887.
Més tard va exercir com a Ministre d'Agricultura i Comerç al govern de Kuroda Kiyotaka, com a Ministre de l'Interior en la segona administració Itō i novament com a ministre de Finances en la tercera administració Itō.
Des de 1901 d'ara endavant, Inoue es va exercir com a degà de la genrō, i es considerava més important assessor del govern en assumptes financers. Ell es va avançar al títol de marquès (kōshaku) el 1907, i va morir el 1915 a la seva casa d'estiu a Okitsu-Juku, prefectura de Shizuoka.